# Рупа (озеро)
Рупа (непальск. रुपा ताल) — озеро в центральной части Непала. В административном отношении расположено в муниципалитете Лехнатх района Каски зоны Гандаки.
Озеро находится на юго-востоке долины Покхара и является третьим крупнейшим озером долины после озёр Пхева и Бегнас (всего в долине Покхара расположены 8 озёр). Площадь водного зеркала составляет 1,35 км²; средняя глубина — 3 м, а максимальная глубина — 6 м. Площадь водосборного бассейна составляет 30 км². Озеро вытянуто с севера на юг.
Озеро Рупа привлекает туристов, посещающих Покхару. На озере были зафиксированы 36 видов водоплавающих птиц, что составляет 19 % от всех видов водоплавающих птиц Непала. Распространено разведение рыбы.